# مايكل تاكاهاشي
مايكل تاكاهاشي (باليابانية: 高橋マイケル) مواليد 5 سبتمبر 1974 في فوكوشيما، اليابان، هو لاعب كرة سلة ياباني. بدأ مسيرته الاحترافية في سنة 1995. يلعب في الدوري الوطني لكرة السلة. يحمل الرقم 34. حقق المركز الثاني في الألعاب الجامعية الصيفية 1995. لعب مع نييغاتا ألبيريكس وتويوتا ألفارك طوكيو.

## الميداليات
| الميدالية | المسابقة                       |
| --------- | ------------------------------ |
| فضية      | الألعاب الجامعية الصيفية 1995  |
| برونزية   | بطولة أمم آسيا لكرة السلة 1995 |
| فضية      | بطولة أمم آسيا لكرة السلة 1997 |

## روابط خارجية
- مايكل تاكاهاشي على موقع الاتحاد الدولي لكرة السلة (الإنجليزية)
- مايكل تاكاهاشي على موقع دوري كرة السلة الياباني للمحترفين (اليابانية)
- مايكل تاكاهاشي على موقع كرة السلة الأوروبية.كوم (الإنجليزية)
- مايكل تاكاهاشي على موقع كلية كرة السلة في سبورتس رفرنس.كوم (الإنجليزية)
- مايكل تاكاهاشي على موقع ريلجم (الإنجليزية)
- مايكل تاكاهاشي على موقع بروبوليرز (الإنجليزية)